# Tijan Sila

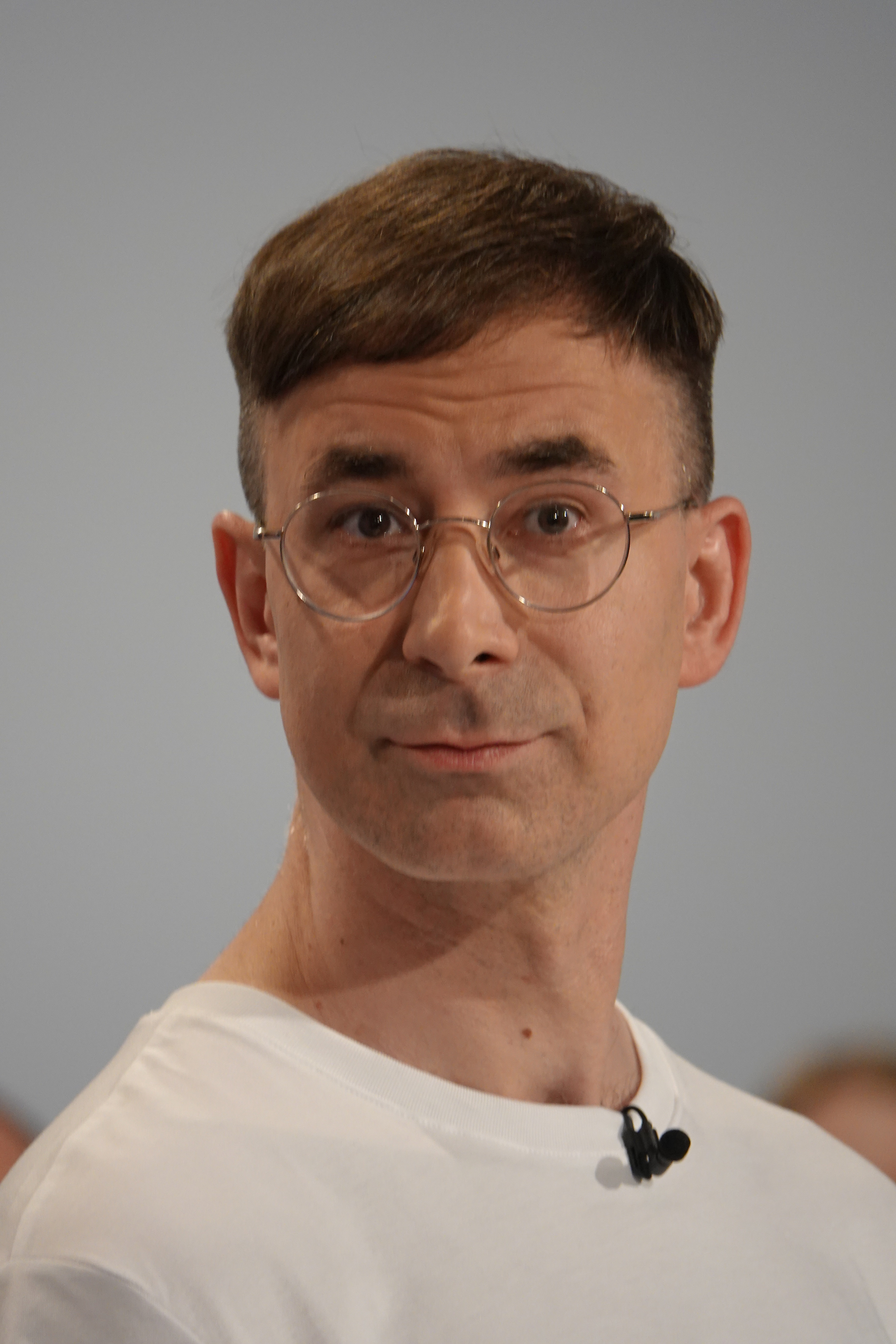
Tijan Sila (2024)

Tijan Sila (geboren 1981 in Sarajevo, Jugoslawien) ist ein deutscher Schriftsteller.

## Leben
Sila wurde in Sarajevo im damaligen Jugoslawien geboren, wo er seine Kindheit verbrachte. Während der Belagerung der Stadt im Bosnienkrieg flüchtete er mit seiner Familie und kam 1994 nach Deutschland. Er wuchs in Landau in der Pfalz auf. Als Jugendlicher spielte er Gitarre in der Punkband Atlas Lanze. Nach dem Schulabschluss studierte Sila Germanistik und Anglistik an der Ruprecht-Karls-Universität in Heidelberg.
Seinen Künstlernamen Sila (bosnisch für „Kraft“, „Macht“) wählte der Schriftsteller in Anspielung auf Émile Zola.
Sila veröffentlichte Essays in der Zeit, der taz und im Freitag. Er lebt mit seiner Frau und der gemeinsamen Tochter in Kaiserslautern. Neben dem Schreiben arbeitet er als Deutsch- und Englischlehrer an einer berufsbildenden Schule und ist Teil der Punkband Korrekte Drinks.

## Werk
Silas autobiographischer Debütroman Tierchen unlimited erschien 2017 bei Kiepenheuer & Witsch. Er wurde für den Debütpreis der lit.Cologne nominiert. 2018 folgte der Roman Die Fahne der Wünsche über einen apathischen Teenager, der in einem fiktiven totalitären Regime aufwächst. Der Titel ist ein Verweis auf Männerphantasien, Klaus Theweleits Auseinandersetzung mit faschistischen Männlichkeitskonstruktionen.
Im Mai 2021 erschien der Roman Krach, in dem Sila seine Jugend in der pfälzischen Provinz und Punkszene der späten 90er-Jahre verarbeitet. 2023 veröffentlichte Sila das autobiographische Buch Radio Sarajevo bei Hanser Berlin, nach seinem Debüt die zweite literarische Auseinandersetzung mit dem bosnischen Bürgerkrieg und der Flucht. Im Nachwort erklärt Sila, das Buch sei der Versuch, seiner Generation der Kriegskinder ein Denkmal zu setzen: „In Bosnien wird die Generation meiner Eltern die ‚entwurzelte‘ oder die ‚ausgerissene‘ genannt. Meine Generation aber hat keinen Spitznamen, wir sind die Vergessenen. Ich schrieb dieses Buch auch, um dem Vergessen etwas entgegenzusetzen.“ Das Buch stieß auf positive Kritik und schaffte es im Frühjahr 2024 auf die SWR-Bestenliste.
Gemeinsam mit seiner Frau Lena Schneider schrieb er das Kinderbuch Lila Leuchtfeuer: Geh nicht nach Nimmeruh!, das 2024 bei Beltz & Gelberg erschien. Illustriert wurde es von Ariane Camus.
Für seinen Text Der Tag, an dem meine Mutter verrückt wurde erhielt Sila den  Ingeborg-Bachmann-Preis 2024. Er las auf Einladung von Philipp Tingler.

## Auszeichnungen

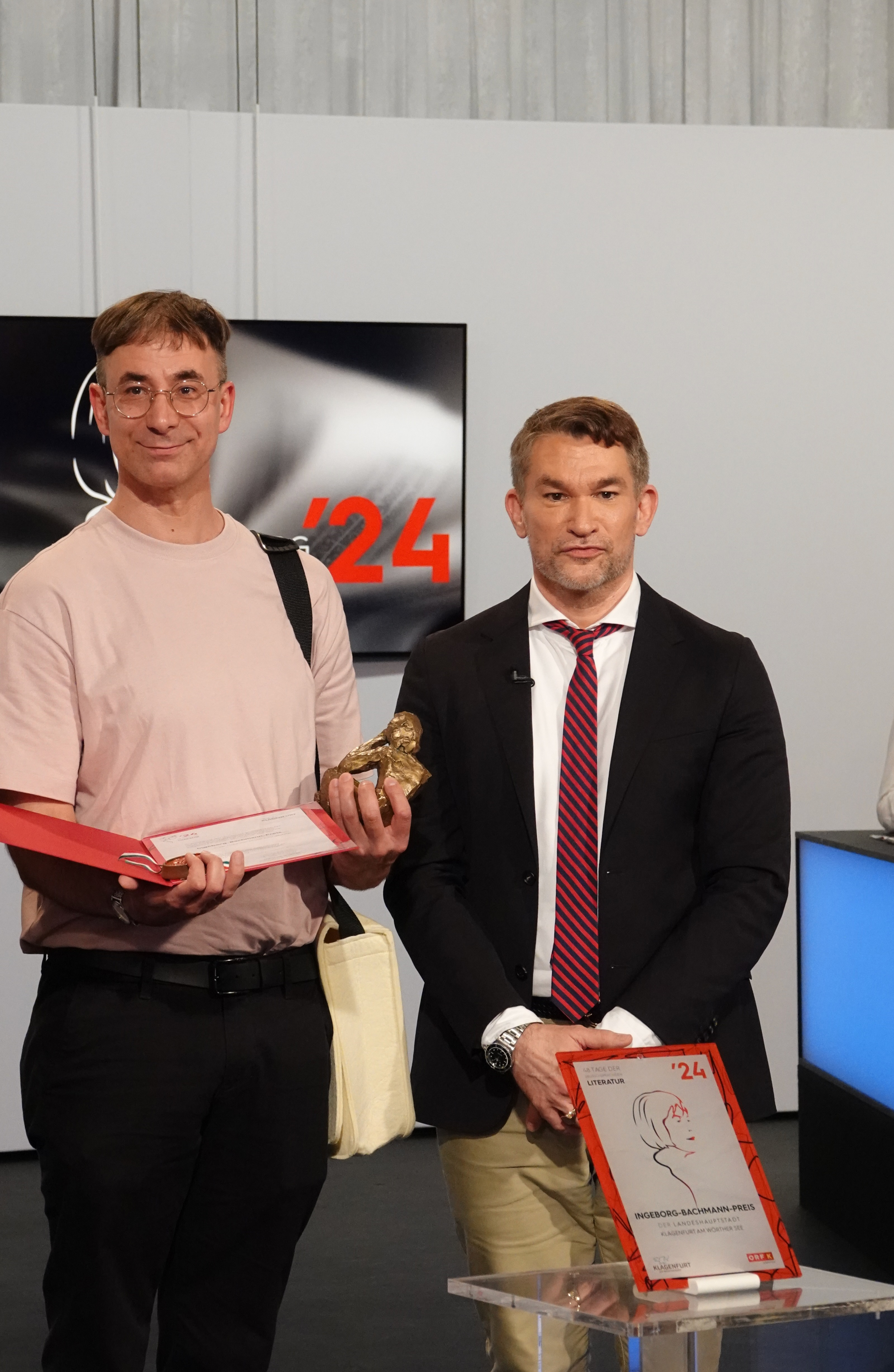
Tijan Sila neben Laudator Philipp Tingler bei der Verleihung des Ingeborg-Bachmann-Preises 2024

- 2018: Märkisches Stipendium für Literatur für Tierchen unlimited[9]
- 2019: Literatur-Stipendium des Landes Rheinland-Pfalz[10]
- 2021: Arno-Reinfrank-Literaturpreis für Die Fahne der Wünsche[11]
- 2024: Ingeborg-Bachmann-Preis für Der Tag, an dem meine Mutter verrückt wurde[8]
- 2024: Martha-Saalfeld-Preis[12]

## Werke
- Together forever. SuKuLTuR, Berlin 2017, ISBN 978-3-95566-063-5.
- Tierchen unlimited. Roman. Kiepenheuer & Witsch, Köln 2017, ISBN 978-3-462-05026-4.
  - Ungekürzte Hörbuchfassung. Gelesen von Max von der Groeben. Headroom Sound Production, Köln, ISBN 978-3-942175-83-8.
- Die Fahne der Wünsche. Roman. Kiepenheuer & Witsch, Köln 2018, ISBN 978-3-462-05134-6.
- Krach. Roman. Kiepenheuer & Witsch, Köln 2021, ISBN 978-3-462-05375-3.
- Radio Sarajevo. Roman. Hanser Berlin, München 2023, ISBN 978-3-446-27726-7.
  - Ungekürzte Hörbuchfassung. Gelesen vom Autor. Audiolino, ISBN 978-3-86737-427-9.
- mit Lena Schneider und Ariane Camus: Lila Leuchtfeuer: Geh nicht nach Nimmeruh! Beltz & Gelberg, Weinheim 2024, ISBN 978-3-407-75896-5.
  - Ungekürzte Hörbuchfassung. Gelesen von Birte Schnöink. Der Audio Verlag, Berlin, ISBN 978-3-7424-3198-1.